# Örsholmsbadet

Örsholmsbadet är en badplats vid Örsholmstjärnet, på stadsdelen Örsholmen i Karlstads kommun.
Örsholmsbadet var ursprungligen en badplats vid ett tjärn, och i början av 1960-talet byggdes en U-formad brygga vid badplatsen. Detta var vid den tiden Karlstads största brygga, som bestod av två sektioner på varje sida som gick rakt ut i vattnet och en tredje sektion som gick parallellt med stranden och förband de båda andra sektionerna med varandra. Utrymmet mellan de tre sektionerna bildade därmed en avgränsad del av vattnet, vilket utgjorde den huvudsakliga badplatsen. Ute på bryggan fanns även en byggnad, som användes som förråd av simskolan, samt ett tio meter högt hopptorn av trä. Bryggan revs sedan på 1990-talet, eftersom den då började bli gammal och kommunen inte ville bekosta underhållet. En ny brygga uppfördes omkring 2020, men av besparingsskäl valde kommunen att anlägga en flytbrygga istället för en bottenförankrad pålad brygga. Den nya bryggan är därför inte lika behaglig att gå på, eftersom den gungar i takt med vattnets rörelser.
Vid Örsholmsbadet byggdes sedan Karlstads största utomhusbad med bassänger, som var i drift under perioden 1970 - 1989. Badet bestod av fyra bassänger; en 50-metersbassäng med 12 banor, en 4,5 meter djup bassäng med ett 10 meter högt hopptorn, en barnbassäng och en plaskdamm för de allra minsta.
Badplatsen med bassänger var avgiftsbelagd och kallades för "nya Örsholmen", medan badplatsen med den stora bryggan vid tjärnen var gratis att besöka och kallades för "gamla Örsholmen". Även badplatsen vid tjärnet (gamla Örsholmen) var inhägnad. In- och utpassering skedde genom snurrportar för att förhindra att besökare körde med bilar eller cyklar ända fram till vattnet.
Under 1970- och 1980-talen bedrev kommunen lägerverksamhet för barn vid "gamla Örsholmen" och badplatsen var då inte tillgänglig för allmänheten under dagtid på vardagar.

## Historia
Redan 1938-1940 började planerna på att anlägga ett utomhusbad med bassänger i Karlstad diskuteras, men det dröjde ända tills november 1969 innan det första spadtaget togs för Örsholmsbadet. Byggnationen pågick sedan under vintern, och anläggningen stod klar för invigning den 12 juni 1970.
Badet blev mycket populärt när det öppnade i början av 1970-talet, men tappade sedan besökare när kommunen bestämde sig för att spara pengar på uppvärmningen och inte längre höll bassängerna uppvärmda. Under mitten av 1980-talet hade badet tappat så många besökare att kommunens entré-intäkter från badet var marginella. Kommunen beslöt då att erbjuda fri entré, men eftersom bassängerna inte värmdes upp var det svårt att locka dit besökare.  
I slutet av 1980-talet ville kommunen lägga ned Örsholmsbadet. Uppvärmningskostnaderna var höga och badet ansågs därtill ha ett omfattande renoveringsbehov. Men först beslutade kommunen att sälja badet. Enligt uppgift från Nya Wermlandstidningen (NWT) lämnade en spekulant ett bud på 140 000 kr. Denna såg en potential i att utveckla anläggningen genom att anordna en campingplats i anslutning till badet, samt plantera in ädelfisk i det närbelägna tjärnet och satsa på fiske- och campingturister. Kommunen ansåg dock att detta skulle konkurrera med Skutbergets camping (som på den tiden drevs av kommunen) och tackade därför nej till budet och valde istället att lägga ner Örsholmsbadet.
Sommaren 1989 var sista säsongen som badet var öppet för besökare. Under 1990 stod badet öde och bassängerna var tömda på vatten. NWT rapporterade då om att det nedlagda badet blivit ett tillhåll för ungdomsgäng, och 1991 började kommunen att fylla igen bassängerna med jord. Idag har det anlagts en fotbollsplan på den plats där 50-metersbassängen och den djupa bassängen med hopptornet en gång stod. Barnbassängen är fylld med sand, och bildar en sandlåda. Det enda som idag är i stort sett oförändrat är byggnaden som var herrarnas omklädningsrum med duschar och bastu. Den används nu av fotbollsklubbar som omklädningsrum. Byggnaden som innehöll damernas omklädningsrum och kiosk med servering är dock riven. Nedläggningen av Örsholmsbadet innebar att Värmlands enda 50-metersbassäng försvann.